# 이광길
이광길(李光吉, 1960년 8월 4일 ~ )은 전 KBO 리그 삼성 라이온즈의 내야수이자, 현재 부산광역시의 지역 민영 방송 KNN 부산경남방송의 프로야구 라디오 롯데 자이언츠 중계 담당 해설 위원이다.

## 선수 시절

### 삼미 슈퍼스타즈시절
인하대학교를 졸업하고 1983년 삼미 슈퍼스타즈에 입단하여 활동했다.

### 롯데 자이언츠시절
1983년 12월 17일 롯데 자이언츠의 김호근, 김덕열 선수를 상대로 트레이드되었다.

### 빙그레 이글스시절
1985년 고향인 대전을 연고지로 한 빙그레 이글스가 창단하자 창단 멤버로 합류했으며 1988년 3홈런을 쳤으나  조양근(88년 입단) 이종호(89년 입단) 등 북일고 출신 내야수들에게 기회를 주려는 김영덕 감독의 의견 아래   같은 해  11월 30일 빙그레 이글스와 태평양 돌핀스의 현금 트레이드의 대가로 천창호, 김한근 선수와 함께 태평양 돌핀스로 이적했다.

### 태평양 돌핀스시절
이적 직후 그는 야구를 그만두려 하였으나, 김성근 감독과의 면담 후 1989년 태평양 돌핀스의 주전 2루수로 뛰었고, 올스타전에도 출전하며 커리어 하이를 기록하게 된다.

### 삼성 라이온즈시절
이후 삼성 라이온즈를 거쳐 현역에서 은퇴하였다.

## 야구선수 은퇴 후
은퇴 후 쌍방울 레이더스 코치, 한화 이글스 수비코치를 역임하였다. 2007년부터 SK 와이번스 주루/작전코치로 활동하였다. 그러다가 김성근 감독이 2011년 8월 경질되자 사퇴의사를 밝혔으나 김성근 감독의 만류로 사퇴 의사를 번복하였다. 시즌 후 계약이 만료되자 NC 다이노스로 이적하였다. 2012년부터 NC 다이노스의 주루/작전코치로 선임되어 활동했다. 상대 야수, 투수의 약점을 이용해 한 베이스 더 가는 기동력있는 야구에 정평이 나 있다.
2016 시즌 후 김진욱 감독의 부름으로 김광림 코치와 함께 kt 위즈에 합류했다.
2018년부터 고려대학교 인스트럭터로 활동하다가  KNN 부산경남방송 NC 다이노스경기 담당해설위원으로 뽑혀서 자리를 옮겼다. 2020년 기준으로 KNN 파워FM으로 자리를 옮겨 롯데 자이언츠 해설을 맡고 있다.

## 출신 학교
- 대전자양초등학교
- 한밭중학교
- 대전고등학교
- 인하대학교

## 통산 기록
| 연도 | 팀명   | 타율  | 경기 | 타수 | 득점 | 안타 | 2루타 | 3루타 | 홈런 | 루타 | 타점 | 도루 | 도실 | 볼넷 | 사구 | 삼진 | 병살 | 실책 |
| ---- | ------ | ----- | ---- | ---- | ---- | ---- | ----- | ----- | ---- | ---- | ---- | ---- | ---- | ---- | ---- | ---- | ---- | ---- |
| 1983 | 삼미   | 0.286 | 18   | 21   | 3    | 6    | 1     | 0     | 0    | 7    | 2    | 1    | 0    | 7    | 1    | 3    | 0    | 0    |
| 1984 | 롯데   | 0.192 | 69   | 167  | 16   | 32   | 3     | 1     | 1    | 40   | 10   | 5    | 1    | 20   | 4    | 29   | 7    | 5    |
| 1986 | 빙그레 | 0.221 | 93   | 240  | 26   | 53   | 11    | 2     | 1    | 71   | 20   | 9    | 14   | 52   | 4    | 37   | 4    | 11   |
| 1987 | 빙그레 | 0.203 | 74   | 148  | 17   | 30   | 5     | 0     | 1    | 38   | 12   | 7    | 6    | 25   | 4    | 22   | 7    | 7    |
| 1988 | 빙그레 | 0.260 | 95   | 173  | 33   | 45   | 13    | 0     | 3    | 67   | 25   | 7    | 5    | 17   | 2    | 17   | 2    | 8    |
| 1989 | 태평양 | 0.270 | 120  | 370  | 42   | 100  | 17    | 3     | 0    | 123  | 38   | 17   | 8    | 62   | 4    | 52   | 8    | 16   |
| 1990 | 태평양 | 0.146 | 42   | 96   | 7    | 14   | 3     | 1     | 0    | 19   | 9    | 1    | 1    | 14   | 0    | 17   | 1    | 3    |
| 1991 | 삼성   | 0.216 | 37   | 37   | 4    | 8    | 3     | 0     | 1    | 14   | 4    | 1    | 1    | 7    | 0    | 5    | 3    | 0    |
| 1992 | 삼성   | 0.000 | 13   | 4    | 0    | 0    | 0     | 0     | 0    | 0    | 0    | 0    | 0    | 2    | 0    | 1    | 0    | 0    |
| 통산 | 8시즌  | 0.229 | 561  | 1256 | 148  | 288  | 56    | 7     | 7    | 379  | 120  | 48   | 36   | 206  | 19   | 183  | 32   | 50   |

## 참조
1. ↑  “曺良根(조양근) 빙그레와 입단계약”. 동아일보. 1988년 1월 4일. 2021년 11월 21일에 확인함.
2. ↑  지도자는 선수 신뢰로 사는 존재 - 박동희 칼럼
3. ↑  이제 정대현 마저…SK와이번스 "사람들이 마구 떠나가네" 보관됨 2016-11-11 - 웨이백 머신 - 아주경제